# فقه نظامی اسلامی
فقه نظامی اسلامی (انگلیسی: Islamic military jurisprudence) اشاره به آنچه در احکام اسلام (قانون اسلامی) و فقه (فقه اسلامی) توسط عالم (اسلام) (دانشمندان اسلامی) به عنوان روش صحیح اسلامی پذیرفته شده و انتظار می‌رود در زمان جنگ توسط مسلمانان اطاعت شود. برخی از محققان و شخصیت‌های مذهبی مسلمان، مبارزه مسلحانه را بر اساس اصول اسلامی به عنوان جهاد اصغر توصیف می‌کنند.